# Vintersport

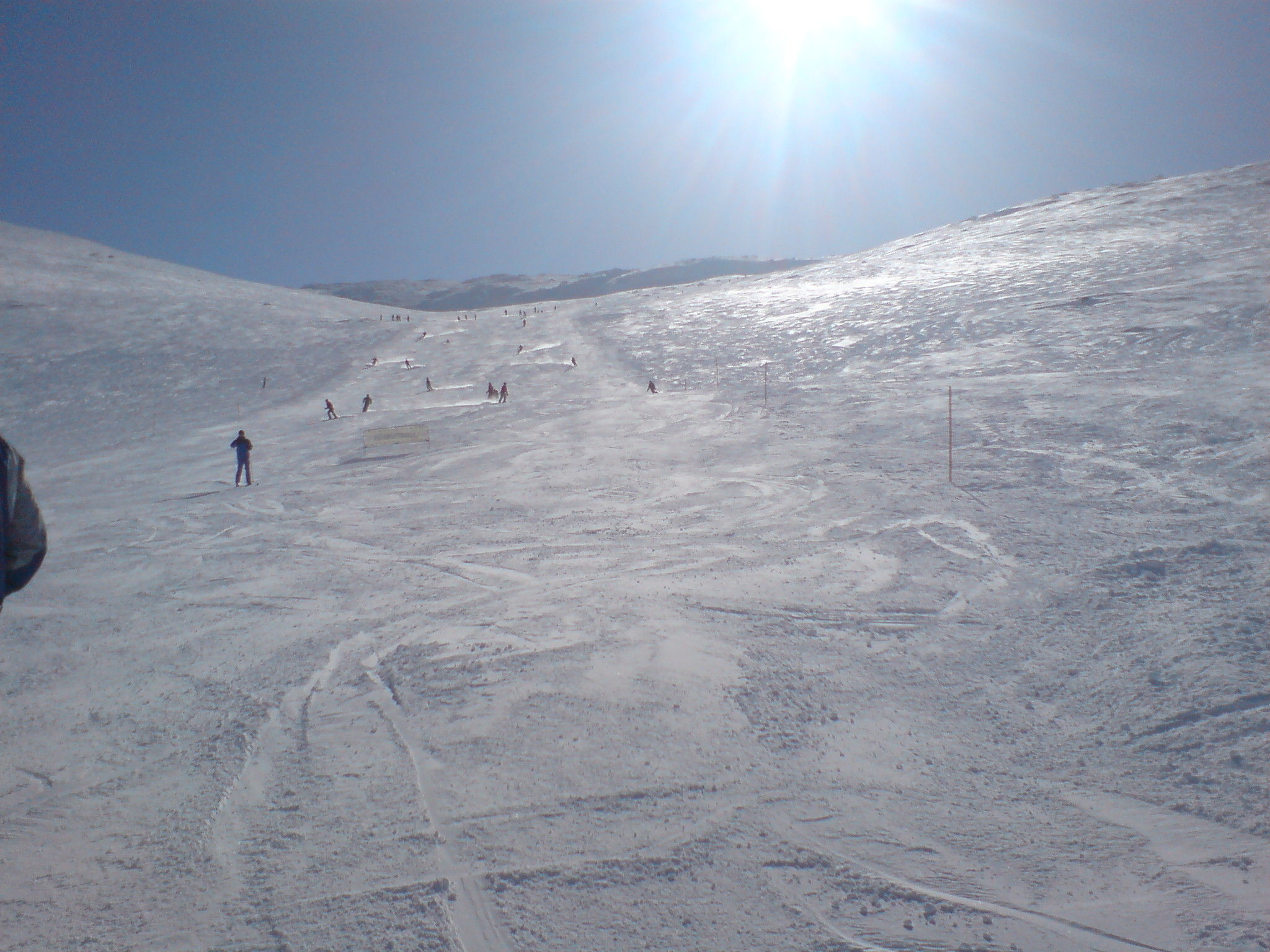
Utförsåkning är en Vintersport. (Bilden: Skidbacke i Åre 2007.)

Vintersport, vinteridrott, kallas sport som utövas på is eller snö. Länder där kallare klimat finns tillgängligt har lättare att nå framgångar i vintersport, dels på grund av träningsmöjligheterna, men också då det ger större förutsättningar för skid- och skridskoåkning på fritiden, vilket kan skapa större intresse för vintersport. Olympiska vinterspelen anordnades första gången 1924 och där ingår enbart grenar som klassas som vintersport; bland äldre motsvarande evenemang kan nämnas Nordiska spelen.
Skidsport utövas oftast utomhus, medan mycket ishockey på högre nivåer har flyttat inomhus under 1900-talet, vilket även skett med skridskosport sedan slutet av 1980-talet och under 2000-talet även i allt högre utsträckning börjat ske med bandy. När sporterna utövas inomhus minskar risken för att vädret skall påverka utövandet negativt, men å andra sidan har vädret också från början varit en förutsättning för vintersporternas uppkomst. På grund av behovet av låga temperaturer i inomhushallar för att isbanor skall kunna hållas i skick, blir situationen för publiken inte alltid så mycket bekvämare inomhus.
Utövare av vintersport har kläder och utrustning som svarar mot de kalla förhållandena och även publik klär sig i vinterkläder som ytterrockar, jackor och overaller.
Räknat på antalet utövare, är ishockey världens största vintersport, följd av bandy.
I utvidgad mening räknas ibland sporter som basketboll, bordtennis, handboll, innebandy och volleyboll som vintersporter, fastän de inte utövas på snö eller is, eftersom serierna i dessa grenar i många länder löper under vinterhalvåret. De spelas då oftast inomhus, så att de inte påverkas av årstidens väder och temperatur.

## Exempel på vintersporter
- Bandy
- Ishockey
- Ringette
- Skidsport
- Skridskosport
- Snowboard
- Curling
- Rodel
- Bob
- Skeleton